# Williams FW38
Der Williams FW38 ist der Formel-1-Rennwagen von Williams Martini Racing für die Formel-1-Weltmeisterschaft 2016. Der Wagen wurde am 19. Februar 2016 auf der Internetseite des Teams präsentiert.

## Technik und Entwicklung
Der FW38 ist das Nachfolgemodell des FW37 und unterscheidet sich äußerlich kaum vom Vorgängermodell. Das auffälligste Unterscheidungsmerkmal sind die im vorderen Bereich etwas runder gestalteten Seitenkästen.
Angetrieben wird der FW38 vom Mercedes-Benz PU106C Hybrid, einem 1,6-Liter-V6-Motor mit einem Turbolader. Alle Räder sind einzeln an Doppelquerlenkern aufgehängt. Federn und Stoßdämpfer sind innenliegend angeordnet.

## Lackierung und Sponsoring
Die Grundfarbe des Fahrzeugs ist, genau wie beim Vorgängermodell, Weiß, dazu gibt es in Anlehnung an das Logo des Hauptsponsors Martini Streifen in verschiedenen Blautönen mit einem etwas breiteren roten Mittelstreifen, die von der Frontflügelbefestigung bis zur Motorabdeckung verlaufen. Auch auf dem Heckflügel ist das Martini-Logo angebracht, ansonsten sind Front- und Heckflügel schwarz lackiert.
Auf Frontflügel und den Seitenkästen wirbt der Unilever-Konzern für seine Marke Rexona, außerdem sind Sponsorenaufkleber von Petrobras, Randstad, Pirelli,  Wihuri und Oris auf dem Fahrzeug zu finden.

## Fahrer
Williams trat auch in der Saison 2016 mit den Fahrern Valtteri Bottas und Felipe Massa an.

## Saison 2016
Der FW38 konnte die guten Ergebnisse, die das Team mit den beiden Vorgängermodellen erreichte, nicht bestätigen. Mit einem einzigen Podestplatz, den Bottas beim Großen Preis von Kanada erzielte, lag Williams am Saisonende auf dem fünften Platz in der Konstrukteurswertung.

## Ergebnisse
| Fahrer                          | Nr.                             | 1 | 2 | 3  | 4 | 5 | 6  | 7   | 8  | 9   | 10 | 11 | 12  | 13 | 14 | 15  | 16 | 17 | 18 | 19 | 20  | 21  | Punkte | Rang |
| ------------------------------- | ------------------------------- | - | - | -- | - | - | -- | --- | -- | --- | -- | -- | --- | -- | -- | --- | -- | -- | -- | -- | --- | --- | ------ | ---- |
| Formel-1-Weltmeisterschaft 2016 | Formel-1-Weltmeisterschaft 2016 |   |   |    |   |   |    |     |    |     |    |    |     |    |    |     |    |    |    |    |     |     | 138    | 5.   |
| F. Massa                        | 19                              | 5 | 8 | 6  | 5 | 8 | 10 | DNF | 10 | 20* | 11 | 18 | DNF | 10 | 9  | 12  | 13 | 9  | 7  | 9  | DNF | 9   | 138    | 5.   |
| V. Bottas                       | 77                              | 8 | 9 | 10 | 4 | 5 | 12 | 3   | 6  | 9   | 14 | 9  | 9   | 8  | 6  | DNF | 5  | 10 | 16 | 8  | 11  | DNF | 138    | 5.   |

| Legende  | Legende            | Legende                                                          |
| Farbe    | Abkürzung          | Bedeutung                                                        |
| -------- | ------------------ | ---------------------------------------------------------------- |
| Gold     | –                  | Sieg                                                             |
| Silber   | –                  | 2. Platz                                                         |
| Bronze   | –                  | 3. Platz                                                         |
| Grün     | –                  | Platzierung in den Punkten                                       |
| Blau     | –                  | Klassifiziert außerhalb der Punkteränge                          |
| Violett  | DNF                | Rennen nicht beendet (did not finish)                            |
| Violett  | NC                 | nicht klassifiziert (not classified)                             |
| Rot      | DNQ                | nicht qualifiziert (did not qualify)                             |
| Rot      | DNPQ               | in Vorqualifikation gescheitert (did not pre-qualify)            |
| Schwarz  | DSQ                | disqualifiziert (disqualified)                                   |
| Weiß     | DNS                | nicht am Start (did not start)                                   |
| Weiß     | WD                 | zurückgezogen (withdrawn)                                        |
| Hellblau | PO                 | nur am Training teilgenommen (practiced only)                    |
| Hellblau | TD                 | Freitags-Testfahrer (test driver)                                |
| ohne     | DNP                | nicht am Training teilgenommen (did not practice)                |
| ohne     | INJ                | verletzt oder krank (injured)                                    |
| ohne     | EX                 | ausgeschlossen (excluded)                                        |
| ohne     | DNA                | nicht erschienen (did not arrive)                                |
| ohne     | C                  | Rennen abgesagt (cancelled)                                      |
| ohne     | keine WM-Teilnahme |                                                                  |
| sonstige | P/fett             | Pole-Position                                                    |
| sonstige | 1/2/3/4/5/6/7/8    | Punktplatzierung im Sprint-/Qualifikationsrennen                 |
| sonstige | SR/kursiv          | Schnellste Rennrunde                                             |
| sonstige | *                  | nicht im Ziel, aufgrund der zurückgelegten Distanz aber gewertet |
| sonstige | ()                 | Streichresultate                                                 |
| sonstige | unterstrichen      | Führender in der Gesamtwertung                                   |